# Gianni Pittella
Gianni Pittella nom de naixement Giovanni Saveruio Furio Pitella (Lauria el 19 de novembre del 1958) és un polític italià de Basilicata. És membre del Partit Democràtic (Itàlia) (PD) i actual president de l'Aliança Progressista de Socialistes i Demòcrates (S&D), el segon grup polític del Parlament Europeu. És doctor en medicina.

## Carrera política europea
A les eleccions al Parlament Europeu de 1999 va ser escollit com a diputat del Parlament Europeu com a membre de l'Aliança Progressista de Socialistes i Demòcrates i reelegit els anys 2004, 2009 i 2014. Al Parlament Europeu va ser líder de la delegació italiana a l'Aliança Progressista de Socialistes i Demòcrates i també un dels catorze vicepresidents del Parlament Europeu a partir del 14 de juliol de 2009 a l'1 de juliol de 2014.
El 2 de juliol 2014 Pittella va ser elegit amb el 96% dels vots com el President de l'Aliança Progressista de Socialistes i Demòcrates, el segon grup polític més gran al Parlament Europeu i l'únic amb membres de tots els 28 estats membres de la Unió Europea.